# Narciarstwo
Narciarstwo – forma aktywności fizycznej oraz dyscyplina sportowa polegająca na przemieszczaniu się lub wykonywaniu akrobacji  za pomocą sprzętu narciarskiego – nart, a także kijków. Narty mocowane są do butów narciarza za pomocą specjalnych wiązań. Do połowy XIX wieku narty były wykorzystywane głównie do celów transportowych, natomiast w późniejszym okresie upowszechniło się wykorzystywanie nart w celach rekreacyjnych i sportowych. 

## Poddyscypliny narciarskie
- narciarstwo klasyczne
  - biegi narciarskie
  - skoki narciarskie
  - skialpinizm
  - skitouring
  - skijöring
- narciarstwo alpejskie
  - narciarstwo dowolne
  - narciarstwo na trawie
  - narciarstwo szybkie
  - freeskiing
  - ski speedriding
  - speedriding